# Liste der Kulturdenkmäler in Zerf
In der Liste der Kulturdenkmäler in Zerf sind alle Kulturdenkmäler der rheinland-pfälzischen Ortsgemeinde Zerf mit den Ortsteilen Frommersbach, Niederzerf und Oberzerf aufgeführt. Im Ortsteil Waldfrieden sind keine Kulturdenkmäler ausgewiesen. Grundlage ist die Denkmalliste des Landes Rheinland-Pfalz (Stand: 8. Februar 2023).

## Denkmalzonen
| Bezeichnung                    | Lage                        | Baujahr                | Beschreibung                                                               | Bild |
| ------------------------------ | --------------------------- | ---------------------- | -------------------------------------------------------------------------- | ---- |
| Denkmalzone Jüdischer Friedhof | Niederzerf, Mühlenflur Lage | frühes 20. Jahrhundert | kleine heckenumfriedete Anlage, Grabsteine seit dem frühen 20. Jahrhundert | BW   |

## Einzeldenkmäler
| Bezeichnung                             | Lage                                                  | Baujahr                | Beschreibung | Bild                           |
| --------------------------------------- | ----------------------------------------------------- | ---------------------- | --- | ------------------------------ |
| Bahnhof Zerf                            | Frommersbach, Bahnhofstraße 74 Lage                   | 1889                   | Stationsgebäude der Hochwaldbahn; Typenbau, ein- bis zweigeschossiger Rotsandsteinquaderbau mit Kniestock, 1889           | Fotos hochladen                |
| Wegekapelle                             | Frommersbach, südlich des Ortes über der Bachaue Lage | 1871                   | Wegekapelle, Putzbau, 1871                                                                                                | weitere Bilder Fotos hochladen |
| Katholische Pfarrkirche St. Laurentius  | Niederzerf, Kirchplatz Lage                           | 1819/29                | klassizistischer Saalbau mit Turmfassade, 1819/29; zugehörig Pfarrhaus von 1750, Kapelle, Vorplatz, Kirchhof und Umgebung | weitere Bilder Fotos hochladen |
| Wohnhaus                                | Niederzerf, Trierer Straße 12/13 Lage                 | frühes 18. Jahrhundert | Mansardwalmdachbau, frühes 18. Jahrhundert                                                                                | BW                             |
| Portal                                  | Niederzerf, Trierer Straße, an Nr. 20 Lage            | 1821                   | klassizistisches Portal, bezeichnet 1821                                                                                  | BW                             |
| Quereinhaus                             | Oberzerf, Hauptstraße 45 Lage                         | 1848                   | Quereinhaus, bezeichnet 1848, Erweiterungen 1867 und 1933                                                                 | BW                             |
| Katholische Filialkirche St. Wendelinus | Oberzerf, Kapellenstraße 1 Lage                       | 1952/55                | Saalbau, 1952/55, Spolien der Vorgängerbauten                                                                             | weitere Bilder Fotos hochladen |
| Quereinhaus                             | Oberzerf, Saarburger Straße 14 Lage                   | 1763                   | Quereinhaus, bezeichnet 1763, Aufstockung im 19. Jahrhundert                                                              | BW                             |
| Markusbildchen                          | Oberzerf, südlich des Ortes im Zerfer Forstwald Lage  | 1839                   | Flurkapelle, bezeichnet 1839                                                                                              | weitere Bilder Fotos hochladen |